# Gelukkige Hans

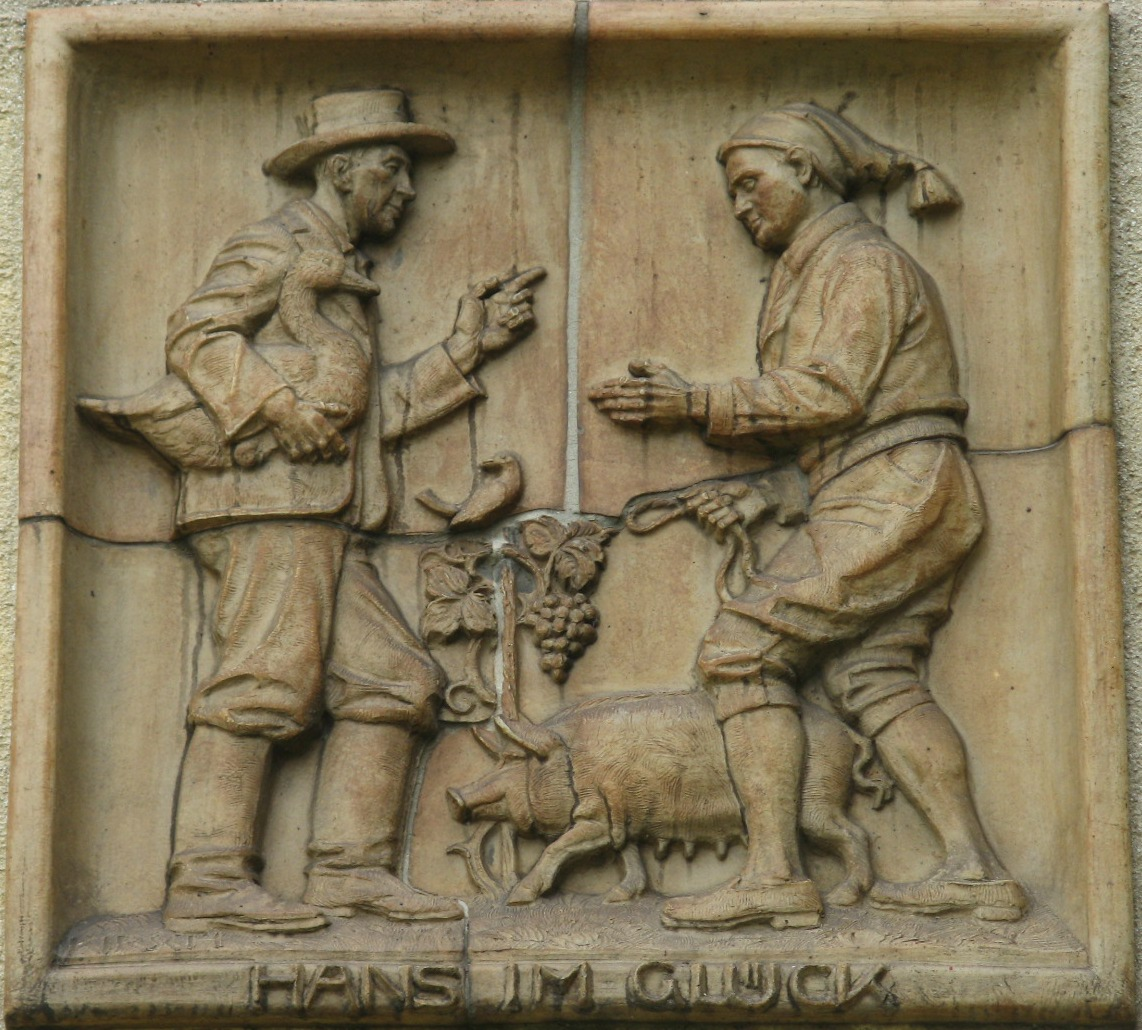
Gelukkige Hans, Wenen

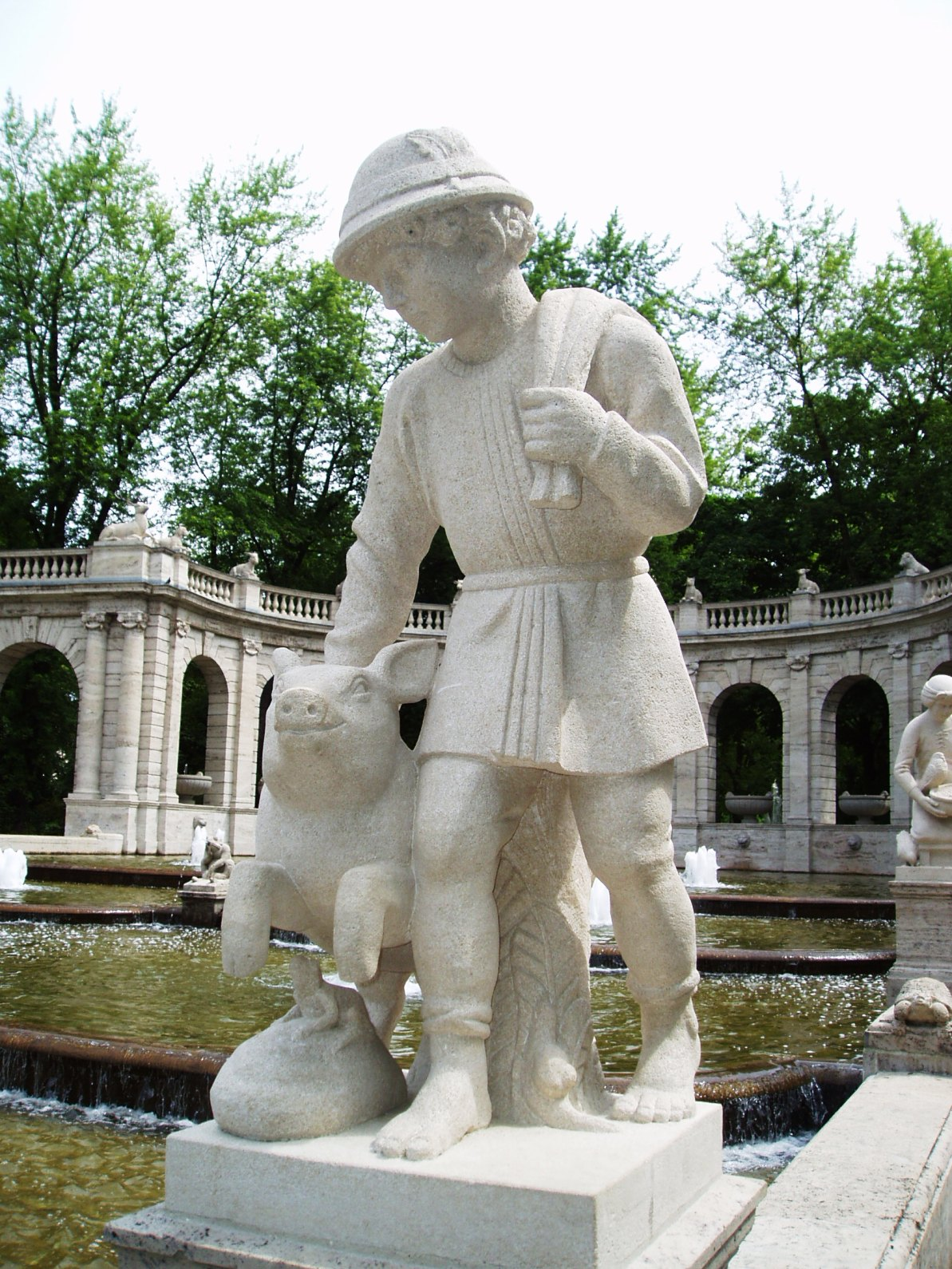
Gelukkige Hans, Volkspark Friedrichshain, Berlijn

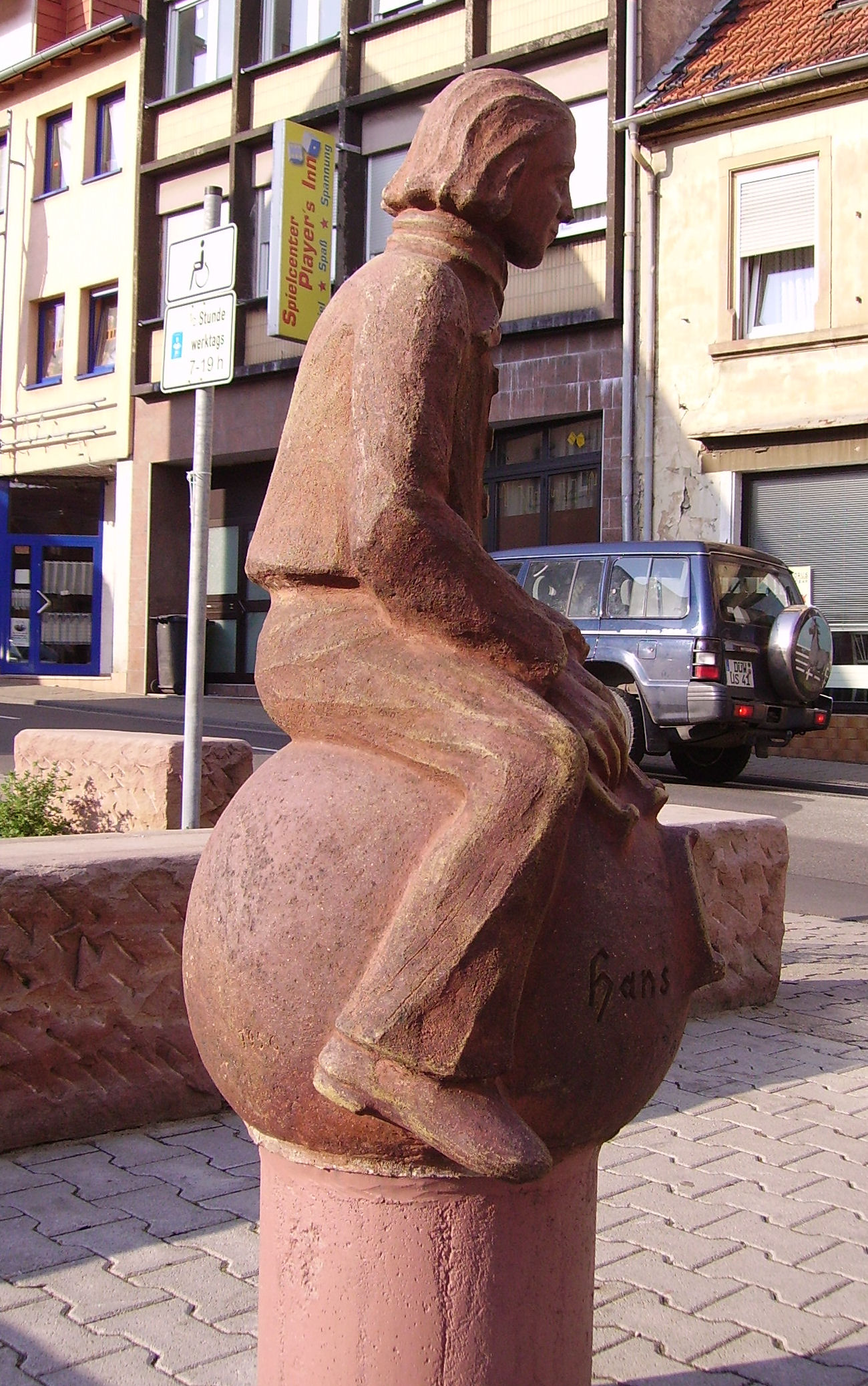
Gelukkige Hans, Eisenberg (Pfalz)

Gelukkige Hans is een sprookje uit Kinder- und Hausmärchen, de verzameling van de gebroeders Grimm, met als nummer KHM83. De oorspronkelijke naam is Hans im Glück.

## Het verhaal
Hans werkt zeven jaren voor zijn baas en hij krijgt zijn loon, een stuk goud dat even groot is als het hoofd van Hans. Hans doet het goud in zijn zakdoek en komt bij een ruiter te paard. De ruiter vraagt waarom Hans te voet gaat en Hans zegt dat hij de klomp goud naar huis moet dragen. Hij kan zijn hoofd niet rechtop houden door zijn vracht. De ruiter biedt aan zijn paard voor het goud te ruilen. Hans wordt van het paard geworpen en valt in een greppel tussen de akkers. Een boer houdt het paard tegen en Hans zoekt zijn armen en benen bijeen. De boer wil zijn koe wel ruilen voor het paard en Hans trekt verder. Hij heeft nu melk, boter en kaas en vindt het een goede ruil.
In een herberg eet Hans wat en koopt een half glas bier. Hij trekt naar het dorp van zijn moeder en hij loopt over de hei, het is erg warm. Hij bindt de koe aan een dorre boom en zet zijn leren muts onder de koe, maar het dier geeft geen melk. Hans wordt geschopt door de koe en een slager biedt aan de koe te ruilen tegen een jong varken. Hans drinkt uit de fles van de slager en ruilt de dieren, hij kan nu worsten maken. Hans komt een jongen tegen met een vetgemeste gans, de jongen vertelt dat hij naar een doopfeest gaat. De jongen vertelt dat er een varken is gestolen bij de schout en mannen zoeken de dief. Hans wil het dier wel ruilen voor de gans en hij is verlost van zijn zorgen.
Hans komt in zijn geboortedorp en kan brood met ganzenvet eten en kan een hoofdkussen vullen met de veren van de gans. Hij ontmoet een scharensliep en deze vertelt dat hij goed kan verdienen met zijn vak. Als de scharensliep over de ruilen van Hans hoort, vertelt hij dat Hans goud moet laten rinkelen om fortuin te maken. Een slijpsteen is genoeg, hij wil de oude steen wel ruilen voor de gans. Hans ruilt zijn gans en krijgt ook een gewone steen om spijkers recht te slaan. Hans vindt zichzelf een zondagskind, alles wat hij wenst komt uit. Hij heeft honger en de stenen drukken zwaar op zijn schouders. Hij komt bij een waterput en als hij wil drinken, vallen de stenen in het water. Hij dankt God, hij is verlost van de zware stenen en loopt meteen naar het huis van zijn moeder.

## Achtergronden bij het verhaal
- Het sprookje is mondeling overgeleverd en werd gepubliceerd in Wünschelruthe (tijdschrift, 1818).
- De put geeft toegang tot de onderwereld in sprookjes. In de verzameling van de gebroeders Grimm komen meerdere sprookjes voor met dit element, bijvoorbeeld Vrouw Holle (KHM24) en De stukgedanste schoentjes (KHM133).
- In De zeven raven (KHM25) laten zeven broers een kruik in de put vallen, alleen hun zus kan ze verlossen uit een glazen berg. Ook dit staat symbool voor de onderwereld.
- Het sprookje heeft overeenkomsten met De goede ruil (KHM7).
- Vergelijk ook Sprookje van iemand die erop uittrok om te leren griezelen (KHM4), Het zingende botje (KHM28), Slimme Hans (KHM32), De drie talen (KHM33), De bijenkoningin (KHM62), De drie veren (KHM63), Het aardmanneke (KHM91), De arme molenaarsknecht en het katje (KHM106) en Vogel Grijp (KHM165). De domoor is vaak de derde zoon en heet vaak Hans (denk aan de uitdrukking "zit niet zo te hannessen"). In Russische sprookjes heet hij Iwan. In het heden past hij niet, maar hij zal slagen in de toekomst.
- De naam Hans komt in veel sprookjes voor, zoals Hans en Grietje (KHM15), Slimme Hans (KHM32), Speelhans (KHM82), Hans viert bruiloft (KHM84), Hans-mijn-egel (KHM108), IJzeren Hans (KHM136) en Sterke Hans (KHM166).